# 202 ق م
202 ق م أو 202 قبل الميلاد هي سنة من العقد 20 ق م في التقويم اليولياني البروليبتي (التقويم الميلادي). تسبقها سنة 203 ق م وتليها سنة 201 ق م.

## أحداث

### قرطاج
- انتحار صدربعل جيسكو خشية شنقه على يد الغوغاء، وذلك بعد أن اتهمه القرطاجيون بالخيانة بعد هزيمته على يد الرومان في معركة السهول الكبرى.
- معركة زامة بين الرومان والقرطاجيين انتهت بهزيمة القرطاجيين 19 أكتوبر – معركة زاما (130 كيلومتر جنوب غرب قرطاج) تنهي الحرب البونيقية الثاينة وتدمر معظم قوة قرطاج. وفيها تهزم القوات الرومانية والنوميدية بقيادة الجنرال الروماني بوبليوس كورنيليوس سكيبيو وحليفه النوميدي ماسينيسا، الجيش القرطاجي الموحد وحلفاءه النوميدييين بقيادة حنبعل ويجبرون قرطاج على الاستسلام. ويخسر حنبعل 20 ألف رجل في تلك الهزيمة، لكن يستطيع الهرب من مطاردة ماسينيسا.

### الإمبراطورية الرومانية
- بوبليوس كورنيليوس سكيبيو يكتسب لقب «الأفريقي» بعد معركة زاما، تكريما لانتصاراته في شمال أفريقيا على قرطاج.

### مصر
- الوصي على العرش وكبير الوزراء سوسيبيوس يستقيل، ويخلفه أغاثوكليس وهو من الحاشية الحاكمة، ليكون حارس بطليموس الخامس.
- حكم أغاثوكليس يثير تليبوليموس حاكم بيلوسيوم (الفرما) (وهي مدينة في شرق مصر). ويزحف تليبوليموس نحو الإسكندرية حيث يقوم مؤيدوه بإثارة الغوغاء وإجبار أغاثوكليس على الاستقالة.
- الملك المصري الصغير بطليموس الخامس يوافق بعد تشجيع من الغوغاء على الانتقام من قتلة أمه أرسينوي الثالثة، بقتل أغاثوكليس. ونتيجة لذلك يقوم الغوغاء بالبحث عن أغاثوكليس ويذبحونه هو وعائلته. ويأخذ تليبوليموس مكان أغاثوكليس كوصي على العرش. لكنه يثبت عدم صلاحيته ويتم الإطاحة به.
- خلال فترة الاضطراب والتغير في القيادة المصرية، يقوم أنطيوخوس الثالث ملك السلوقيين بشن غزوات في منطقة سوريا الجوفاء التابعة للسيطرة المصرية.

### الصين
- نهاية حرب الأهلية تشو وهان في الصين - ليو بانغ يهزم شيانغ يو في معركة كاي شيا منهيا فترة نزاع تشو هان. ويعلن ليو بانغ نفسه إمبراطور على الصين، بادئا بشكل رسمي فترة حكم سلالة هان.
- 28 فبراير – غاوزو هان يعلن نفسه الإمبراطور ويؤسس بذالك لحكم سلالة الهان.
- تأسيس عاصمة صينية جديدة هي تشانغآن.
- تأسيس مدينة تشانغشا.

## وفيات
- صيفاقس
- صدربعل جيسكو – جنرال روماني حارب الرومان في شبه جزيرة أيبريا وشمال أفريقيا خلال الحرب البونيقية الثانية (انتحر).
- شيانغ يو – قائد متمرد ضد أسرة تشين وعدو ليو بانغ في فترة نزاع تشو هان.

## كتب
- Yves Denis Papin (1998). Chronologie de l'histoire ancienne. Lieu de publication non identifié: Éditions Jean-paul Gisserot. ISBN:2-87747-346-5. OCLC:40746926. مؤرشف من الأصل في 2022-03-16.
- أحمد محمد عوف (2000)، موسوعة حضارة العالم، QID:Q12246226

## وصلات خارجية
- صفحة السنة على موقع onthisday.com
- سنة 202 ق م على موقع المكتبة الوطنية الفرنسية